# Столпьенская башня
Столпьенская башня — средневековая башня «волынского типа» в селе Столпье на Холмщине, на расстоянии 8 километров от Хелма. Древнейшая каменная постройка в восточной Польше, памятник архитектуры Древней Руси.

## История
Название Столпье отсылает к слову столп, то есть башня. Как писал первый историк Холмщины епископ Суша, там находился когда-то крупный замок, при котором имелись четыре башни.
Согласно проведённому радиологическому анализу углерода С14, башня была построена во второй половине ХІІI века из тёсанных блоков известняка. Вероятно, её заложил князь Даниил Галицкий около дороги к его столице Холму на искусственно насыпанном холме. В поддержку этой версии приводят запись в Ипатьевской летописи под 1259 годом про строительство князем недалеко от Холма оборонных башен для укрепления его обороны. Их идентифицируют как башни в Белавино и Столпье. Приблизительно в 1280-х годах башня выполняла оборонные функции. После разрушения татарами на рубеже ХІІІ—XIV веков она не обновлялась в виде оборонного сооружения, хотя могла использоваться для других целей. Археологические исследования башни проводились в XIX веке, 1909—1912, 1970-х и 2003—2005 годах.

## Архитектура

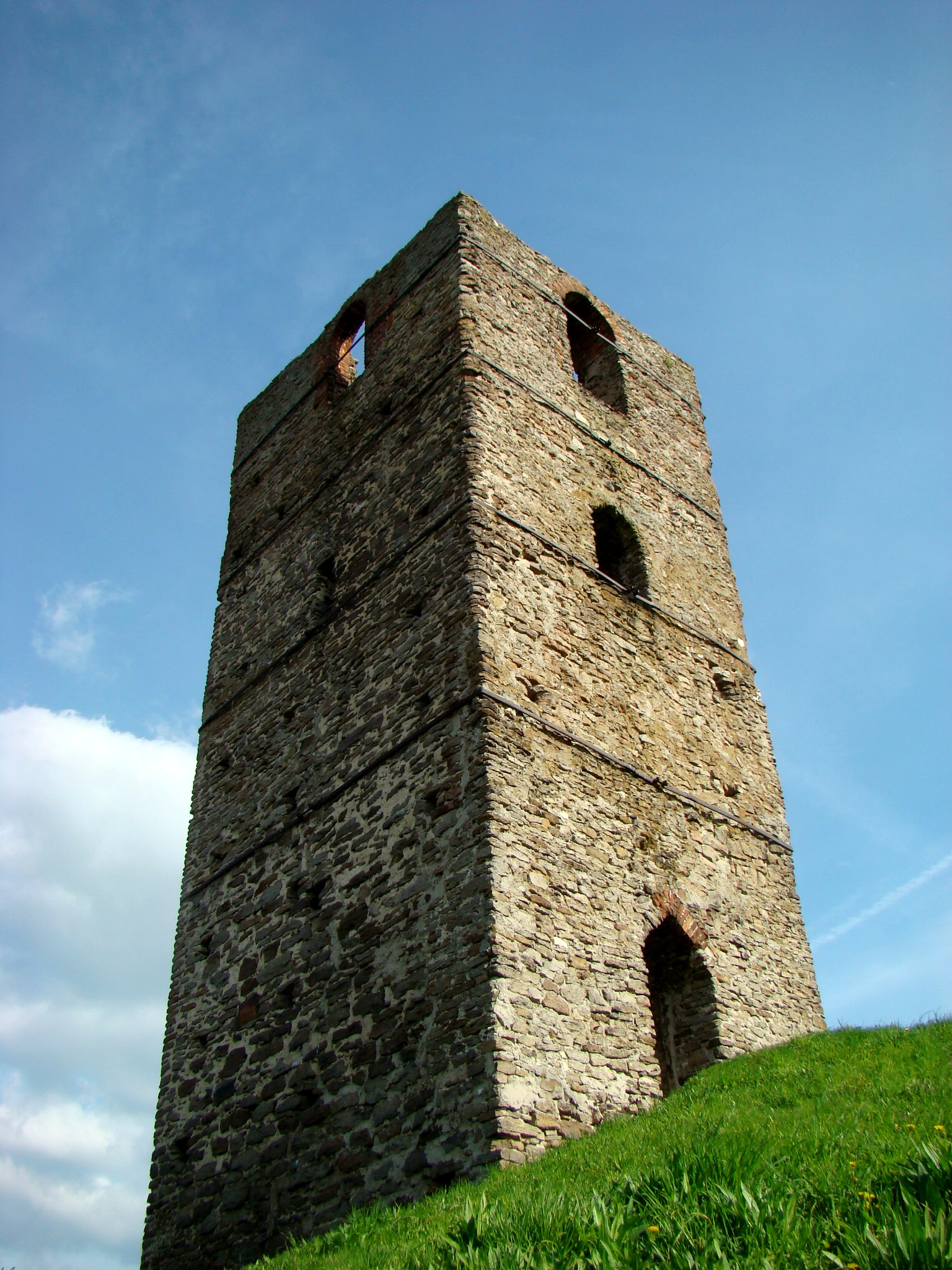
Вид снизу

Башня имеет внешний план прямоугольника (6,6 на 5,7 м) и круглое внутреннее пространство диаметром 3-3,6 м, которое переходит в верхних ярусах в восьмиугольник. До наших дней сохранились стены трёх ярусов высотой 17 м. При строительстве башня имела предположительно 4-5 ярусов. В верхнем ярусе, вероятно, находилась часовня в форме греческого креста с полом, покрытым глазурной плиткой, и витражами в окнах. Возможно, высота часовни вдвое превышала высоту нижних ярусов башни. В стенах верхнего яруса сохранились сквозные отверстия, в которые, вероятно, вставляли балки внешней оборонной галереи по типу гурдиции. Помимо известняка как стролительного материала башня была облицована по краям зелёным камнем, этот же материал и отдельные белокаменные блоки применялись для украшения амбразур. Около южной стены башни найден каменный фундамент строения (12,5 на 15,4 м). С западной стороны деревянный помост вёл к источнику. Холм, на котором была построена башня, был обведён частоколом и рвом.

## Часовня-ротонда Спаса на башне
Археологические исследования дали основания полагать, что верхние ярусы неоднократно перестраивались и использовались как часовня. Глазурные плитки из её пола аналогичны плитке из замка Даниила Романовича в Холме. Предполагают, что башня могла находиться в монастыре и предназначаться для пребывания уважаемого лица. Таким лицом могла быть Анна Мария Ангел — мать князя Даниила Романовича, которая закончила жизнь в неизвестном монастыре близ Холма. Исследования 1970-х годов обнаружили существование восьмигранной часовни в верхнем ярусе с большими четырьмя конхами, ориентированными по сторонам света, которые придавали ей форму греческого креста. Вероятно, ярус имел восьмилепестковые своды на утолщенных рёбрах раннеготического типа.

## Ссылка
- Годованюк, А. (недоступная ссылка) Проявления готики в монументальном каменном строительстве волыни в конце XIII — на протяжении XVI века (недоступная ссылка) // Украинское искусствоведение: материалы, исследования, рецензии: Сб. наук. пр. — К.: ИИФЭ им. М. Т. Рыльского НАН Украины, 2009.
- (пол.) Археологические исследования 2003—2005 годов
- Вид башни с воздуха